# Fettfleck-Photometer
Ein Fettfleck-Photometer nach Robert Wilhelm Bunsen ermöglicht es, Lichtstärken einfach zu vergleichen.

## Versuchsaufbau

Versuchsaufbau

Der Versuchsaufbau besteht aus zwei Lichtquellen, zwischen die ein Blatt Papier mit einem Fettfleck, typischerweise Wachs oder Stearin, in der Mitte gestellt wird.
Anfangs erscheint der Fettfleck entweder heller oder dunkler als das umgebende Papier, da fettiges Papier das Licht schlecht reflektiert, aber relativ viel Licht durchlässt. Man verschiebt nun das Blatt solange, bis der Fettfleck zu verschwinden scheint. Dann gilt für die Lichtstärken:
{\displaystyle {\frac {I}{r_{2}^{2}}}={\frac {I_{0}}{r_{1}^{2}}}}
Mit dieser Formel kann man also die beiden Lichtstärken durch die Entfernung des Blattes von den Lichtquellen vergleichen. Üblicherweise wird eine Lichtquelle({\displaystyle I_{0}}) als Normallichtquelle gewählt.
Dies kann zum Beispiel eine Hefnerkerze (I = 1 HK = 0,9 cd) sein.
Es ist auch möglich das Quadrieren der Entfernungen durch einen geschickten Versuchsaufbau zu vermeiden. Siehe hierzu den allgemeinen Artikel zum Thema Photometer.
Das Photometer nach Bunsen funktioniert allerdings nur zuverlässig, wenn beide Lichtquellen in etwa die gleiche Farbe haben und das Licht gleichmäßig (ohne Flackern) aussenden.

## Beispiel für eine Messung mithilfe des Fettfleck-Photometers
Die Lichtstärke eines 1500-W-Scheinwerfers wird mit der eines 500-W-Scheinwerfers verglichen. Mittels obigen Aufbaus misst man das erwartete Abstandsverhältnis von {\displaystyle {\sqrt {3}}:1}.
Nun werden der 1500-W-Scheinwerfer gedimmt und die elektrische Leistungsaufnahme gemessen. Durch Verschieben des Fettfleckpapiers kann man nun feststellen, wie die Lichtleistung abnimmt.
Ist das Abstandsverhältnis (und damit Lichtstärkenverhältnis) 1:1, so wurde z. B. ein Verbrauch von 990 W (±30 W) gemessen. Das ist das Doppelte des 500-W-Scheinwerfers trotz gleicher Lichtleistung.